# Love the Way You Lie
„Love The Way You Lie“ je píseň amerického rappera Eminema. Píseň pochází z jeho sedmého studiového alba Recovery. Produkce se ujmul producent Alex da Kid. S touto písní mu vypomohla barbadoská popová zpěvačka Rihanna.

## O písni
Píseň je o vztahu mezi ženou a mužem z pohledu muže, kdy svoji přítelkyni miluje a zároveň ji nenávidí. Eminem zde popisuje bezhlavou zamilovanost ("You ever love somebody so much you don't barely breathe", "When it comes to love you are just as blinded"), prolíná s živou konverzací ("Where you goin'? I'm leaving you! No, you ain't!"), se sebeobviněním za chyby ve vztahu ("It wasn't you, baby, it was me!"), s náhlými záchvaty vzteku ("You push, pull each others hair, scratch, claw, bit'em"). Píseň končí slibem, že když muže znova bude chtít opustit jeho přítelkyně, tak ji sváže k posteli a zapálí dům. To pak skvěle navazuje na refrén od Rihanny.

## Hitparáda
Tato píseň je první vůbec, která se udržela na prvním místě hitparády Digital Songs Chart déle než pět týdnů za sebou.
Zároveň má oficiální klip k této písni ohromný počet zhlédnutí na serveru YouTube, dnes je to již přes 1 635 947 277.
| Země        | Umístění |
| ----------- | -------- |
| Austrálie   | 1        |
| Kanada      | 1        |
| Anglie      | 1        |
| Nový Zéland | 1        |
| US 100      | 1        |
| US Rap      | 1        |
| US Pop      | 1        |
| Dánsko      | 1        |
| Irsko       | 1        |
| Finsko      | 1        |
| Švédsko     | 1        |
| Norsko      | 1        |
| Česko       | 1        |
| Evropa      | 1        |
| Německo     | 1        |
| Nizozemí    | 1        |

| "California Gurls" od Katy Perry featuring Snoop Dogg | USA #1 hity 31. července~17. září 2010         | "Teenage Dream" od Katy Perry               |
| "California Gurls" od Katy Perry featuring Snoop Dogg | Kanadské #1 hity 31. července~17. srpna 2010   | "Taio Cruz" od Dynamite                     |
| "California Gurls" od Katy Perry featuring Snoop Dogg | Australské #1 hity 19. července~29. srpna 2010 | "Taio Cruz" od Dynamite                     |
| "We No Speak Americano" od Yolanda Be Cool & DCUP     | Německé #1 hity 24. září ~ 7. října 2010       | "Over the Rainbow" od Israel Kamakawiwo'ole |